# بيرزوكانا
بلدية بيرزوكانا (بالإسبانية: Berzocana)‏، هي بلدية تقع في مقاطعة قصرش والتي تقع في منطقة إكستريمادورا، غرب إسبانيا.
يبلغ عدد سكانها 567 نسمة وفقاً لإحصائية سنة (2002).

## توأمة
لبيرزوكانا اتفاقيات توأمة مع:
- كارتاخينا